# なんば高速バスターミナル

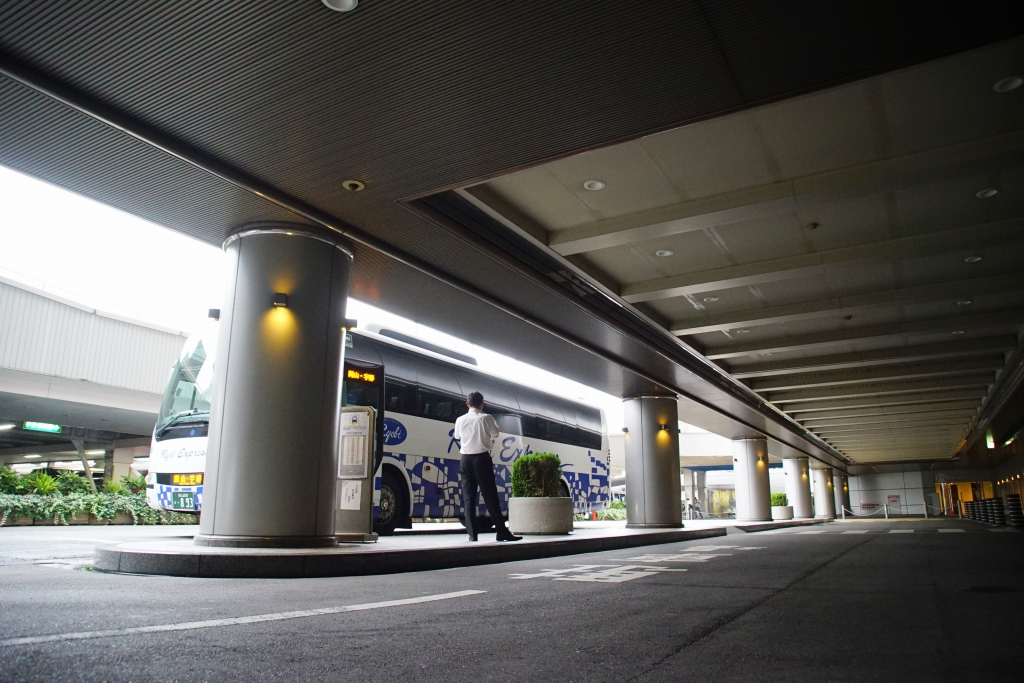
なんば高速バスターミナル乗り場(仮移設前)

なんば高速バスターミナル（なんばこうそくバスターミナル）は、大阪市中央区にあるバスターミナルである。南海難波駅の5階に位置する。
南海バスが運営し、同社系の高速バスが乗り入れている。
近隣（約700m）にあるJR難波駅直結の湊町バスターミナル (OCAT) と混同される場合があり、ターミナル運営者などが注意を促している。

## 概要
スイスホテル南海大阪5階車寄せ南西側にバスターミナルがあり、バスは車寄せ南側に発着する。同じ難波地区にある湊町バスターミナル (OCAT) に比べると、比較的小規模である。
バスターミナル内には、きっぷ売り場・待合スペース・トイレ・自動販売機があり、バスターミナル外にも自動販売機がある。
バスターミナルへは南海難波駅3階西側にある、スイスホテル南海大阪の3階エントランスからエスカレーターで5階へ上がり、バスターミナルへ向かう。また、スイスホテル南海大阪5階から、なんば高速バスターミナル・南海ターミナルビル屋上駐車場を経て、なんばパークス4階とをつなぐ連絡通路（南海ターミナルビル屋上駐車場 - なんばパークス4階は10:00 - 22:00の間のみ利用可能）がある。

## 歴史
- 1990年（平成2年）4月1日 - 南海電気鉄道が開設。
- 2001年（平成13年）10月1日 - 南海電気鉄道のバス部門が分離された南海バスの発足に伴い、同社に運営を移管。
- 2016年（平成28年）7月1日 - 南海難波駅5階の改良工事に伴い、なんばパークス1階・ウインズ難波前に仮移設[2]。
- 2017年（平成29年）4月12日 - 仮移設前の場所に戻る。

## 所在地
- 大阪府大阪市浪速区難波五丁目1-60 南海電気鉄道難波駅（スイスホテル南海大阪）5階

## 発着高速バス
（ ） 内は運行会社。

### 昼行バス
- 岡山駅・倉敷駅・宇野駅 （両備バス）
- 鳴門・徳島 ・石井（南海バス・阪急バス・阪神バス・徳島バス） ⇒路線記事
- 小松島・阿南・東洋町・室戸 （徳島バス）
- 高速淡路志知・高松・国分寺バスターミナル （高松エクスプレス）

### 夜行バス
- バスタ新宿・東京駅・新木場駅 （サザンクロス和歌山号）（南海ウイングバス）
- 池袋駅・新宿駅 （ドリームスリーパー東京大阪号）（奈良交通・関東バス）（2019年7月17日より乗り入れ開始）
- 立川駅・玉川上水駅・橋本駅 （南海バス）
- 藤沢・鎌倉・横須賀・戸塚 （南海バス・和歌山バス）
- 柏崎・長岡・三条 （南海バス・越後交通） ⇒路線記事
- 長野駅・湯田中 （南海バス・長電バス）